# Lorenzo Rossetti
Lorenzo Rossetti (Melzo, 1º luglio 1980) è un ex calciatore italiano, di ruolo centrocampista.

## Carriera
È cresciuto nel Milan, nel quale ha percorso tutta la trafila delle giovanili vincendo nel 1999 il torneo di Viareggio (impresa che non riusciva ai giovani rossoneri da trent'anni); nell'anno seguente viene incluso nelle liste della prima squadra e convocato per alcune partite ma di fatto rimane nei ranghi della primavera.
Nella stagione 2000-2001 effettua il suo primo campionato tra i professionisti in serie C1, giocando in prestito alla Viterbese come sostituto a centrocampo di Fabio Liverani, comprato dal Perugia: disputa un buon campionato (30 presenze) e realizza due gol, uno dei quali con un tiro da centrocampo. L'anno successivo non cambia categoria ma passa al Padova dove resta per due anni, gioca titolare e segna un gol in entrambe le stagioni sfiorando con la squadra la promozione in B.
Nella stagione 2003-2004 esordisce in serie B col Como, dove registra 40 presenze ma con cui retrocede. Si ripresenta l'occasione della serie cadetta l'anno successivo, con il Cesena: con i romagnoli gioca da titolare nella prima stagione ottenendo un piazzamento di metà classifica, mentre nella seconda raccoglie solo 10 presenze, senza segnare alcun gol.
Nel 2006, per mezzo di uno scambio di mercato che porta il centrocampista Luigi Pagliuca ai romagnoli, passa alla Triestina, con la quale realizza un gol in Coppa Italia contro la Roma, e una rete proprio alla prima giornata di B contro il Frosinone.
Nella prima metà della stagione 2007-2008 non gioca molto, contribuendo comunque con due consecutivi, assist, punizioni e rigori procurati. Tuttavia, nei primi giorni di apertura del mercato invernale, agli inizi del 2008, viene ceduto al Ravenna, per il quale gioca titolare. Al termine della stagione la squadra retrocede in Prima Divisione.
Nel 2008-2009 ricomincia con la stessa squadra, impegnato anche in Coppa Italia: gioca in giallorosso fino all'estate 2011 quando il club romagnolo viene estromresso dal professionismo.
Nel 2011-2012 fa ritorno a titolo definitivo alla Triestina ancora in Lega Pro Prima Divisione.
In seguito gioca per una stagione nei bergamaschi del Caravaggio, in Serie D.
Nella stagione 2013-2014 ha chiuso la propria carriera nella Rivoltana, nel campionato lombardo di Eccellenza.

## Palmarès
- Torneo di Viareggio: 1

Milan: 1999